# Contea di Youxi
La contea di Youxi (尤溪县S, YóuxīP) è una contea della Cina, situata nella provincia del Fujian.